# Umuahia North
Umuahia North è una delle diciassette aree a governo locale (local government areas) in cui è suddiviso lo stato di Abia, nella Repubblica Federale della Nigeria. Si estende su una superficie di 245 km² e conta una popolazione di 220.660 abitanti.